# سترجس، ساسکاچوان
سترجس، ساسکاچوان (به انگلیسی: Sturgis, Saskatchewan) یک منطقهٔ مسکونی در کانادا است که در ساسکاچوان واقع شده‌است. سترجس ۳٫۴۱ کیلومتر مربع مساحت و ۶۲۰ نفر جمعیت دارد.